# Fauna Braziliei
Fauna Braziliei se remarcă prin existența unei mari diversități, cele mai cunoscute și răspândite animale fiind amfibienii, reptilele și păsările.